# Elitserien i handboll för damer 2001/2002
Elitserien i handboll för damer 2001/2002 spelades som grundserie 22 september 2001-19 januari 2002 och vanns av IK Sävehof, och som fortsättningsserie 6 februari-1 april 2002, vilken också vanns av IK Sävehof. Team Skåne EIK vann sedan det svenska mästerskapet efter slutspel.

## Sluttabell[1]

### Grundserien
| Nr | Lag                   | Matcher | Vinst | Oavgjort | Förlust | +/-      | Poäng |
| -- | --------------------- | ------- | ----- | -------- | ------- | -------- | ----- |
| 1  | IK Sävehof            | 16      | 14    | 1        | 1       | 388-269  | 29    |
| 2  | Skuru IK              | 16      | 13    | 1        | 2       | 461-314  | 27    |
| 3  | Team Skåne EIK        | 16      | 11    | 2        | 3       | 371-335  | 24    |
| 4  | Skövde HF             | 16      | 11    | 0        | 5       | 415-317  | 22    |
| 5  | Sävsjö HK             | 16      | 9     | 0        | 7       | 3355-344 | 18    |
| 6  | Stockholmspolisens IF | 16      | 7     | 3        | 6       | 325 -313 | 17    |
| 7  | Skånela IF            | 16      | 8     | 1        | 7       | 362-356  | 17    |
| 8  | Irsta Västerås        | 16      | 8     | 0        | 8       | 359-364  | 16    |
| 9  | Önnereds HK           | 16      | 5     | 1        | 10      | 330-397  | 11    |
| 10 | Spårvägens HF         | 16      | 3     | 1        | 12      | 296-349  | 7     |
| 11 | Kvinnliga IK Sport    | 16      | 2     | 0        | 14      | 279-367  | 4     |
| 12 | G/T-76 IK             | 16      | 0     | 0        | 16      | 232-411  | 0     |

### Fortsättningsserien
| Nr | Lag                   | Matcher | Vinst | Oavgjort | Förlust | +/-     | Poäng |
| -- | --------------------- | ------- | ----- | -------- | ------- | ------- | ----- |
| 1  | IK Sävehof            | 30      | 27    | 1        | 2       | 749-527 | 52    |
| 2  | Team Skåne EIK        | 30      | 21    | 2        | 7       | 717-617 | 44    |
| 3  | Skövde HF             | 30      | 20    | 0        | 10      | 723-618 | 40    |
| 4  | Skuru IK              | 30      | 18    | 1        | 11      | 791-666 | 37    |
| 5  | Sävsjö HK             | 30      | 17    | 0        | 13      | 653-647 | 34    |
| 6  | Irsta Västerås        | 30      | 14    | 1        | 15      | 686-721 | 29    |
| 7  | Skånela               | 30      | 12    | 1        | 17      | 654-698 | 25    |
| 8  | Stockholmspolisens IF | 30      | 7     | 4        | 19      | 589-681 | 18    |

## Slutspel om svenska mästerskapet

### Åttondelsfinaler: bäst av två
- 2 april 2002: Spårvägens HF-Skånela IF 18-17
- 2 april 2002: Kvinnliga IK Sport-Stockholmspolisens IF 29-20
- 7 april 2002: Stockholmspolisens IF-Kvinnliga IK Sport 26-26 (Kvinnliga IK Sport vidare)
- 7 april 2002: Skånela IF-Spårvägens HF 24-20 (Skånela IF vidare)

### Kvartsfinaler: bäst av tre
- 9 april 2002: Skövde HF-Skånela IF 21-18
- 10 april 2002: IK Sävehof-Kvinnliga IK Sport 21-18
- 10 april 2002: Team Skåne EIK-Irsta Västerås 29-24
- 10 april 2002: Skuru IK-Sävsjö HK 25-20

- 12 april 2002: Skånela IF-Skövde HF 23-18
- 12 april 2002: Kvinnliga IK Sport-IK Sävehof 17-28 (IK Sävehof vidare med 2-0 i matcher)
- 12 april 2002: Irsta Västerås-Team Skåne EIK 28-23
- 12 april 2002: Sävsjö HK-Skuru IK 20-25 (Skuru IK vidare med 2-0 i matcher)

- 14 april 2002: Team Skåne EIK-Irsta Västerås 28-23 (Team Eslövs IK vidare med 2-1 i matcher)
- 14 april 2002: Skövde HF-Skånela IF 16-13 (Skövde HF vidare med 2-1 i matcher)

### Semifinaler: bäst av tre
- 17 april 2002: Team Skåne EIK-Skuru IK 30-29
- 18 april 2002: IK Sävehof-Skövde IK 16-19

- 21 april 2002: Skuru IK-Team Skåne EIK 21-28 (Team Skåne EIK vidare med 2-0 i matcher)
- 21 april 2002: Skövde HF-IK Sävehof 16-21

- 24 april 2002: IK Sävehof-Skövde HF 25-20 (IK Sävehof vidare med 2-1 i matcher)

### Finaler: bäst av tre
- 28 april 2002: IK Sävehof-Team Skåne EIK 19-24
- 1 maj 2002: Team Skåne EIK-IK Sävehof 29-24 (Team Skåne EIK svenska mästarinnor med 2-0 i matcher)

## Skytteligan
- Karin Nilsson, Skånela IF - 30 matcher, 200 mål[2]

### Fotnoter
1. ↑   Handbollboken 2002/2003. 2002. sid. 176
2. ↑  ”Skyttedrottningar 1984–2012”. Svenska Handbollsförbundet. 2011 – 2012. Arkiverad från originalet den 21 april 2013. https://web.archive.org/web/20130421230635/http://www.svenskhandboll.se/ImageVaultFiles/id_2945/cf_31/Elit_Damer_Skyttedrottningar.PDF. Läst 29 juni 2014.